# Kochertalbrücke (A 81)
Die Kochertalbrücke bei Neuenstadt am Kocher ist ein Bauwerk im Verlauf der Bundesautobahn 81 in Baden-Württemberg in Deutschland.
Sie überspannt in einer Höhe von 33 Meter den Unterlauf des Kochers, der zudem 30 Kilometer weiter östlich von der fünffach höheren Kochertalbrücke im Verlauf der Bundesautobahn 6 überquert wird.

## Bauweise
Die Brücke besteht aus zwei getrennten Überbauten, welche im Taktschiebeverfahren errichtet wurden. Die Überbauten sind unterteilt in jeweils neun Felder. Die Gesamtlänge der Brücke beträgt 478 Meter.